# Seznam osebnosti iz Občine Žirovnica
Seznam osebnosti iz Občine Žirovnica vsebuje osebnosti, ki so se tu rodile, delovale ali umrle.
Občina Žirovnica ima 10 naselij: Breg, Breznica, Doslovče, Moste, Rodine, Selo pri Žirovnici, Smokuč, Vrba, Zabreznica in Žirovnica.